# آلخاندرو اویوآ
آلخاندرو اویوآ (اسپانیایی: Alejandro Ulloa‎؛ ‏ ۲۲ اکتبر ۱۹۱۰ – ۲۷ آوریل ۲۰۰۴) بازیگر، صداپیشه و کارگردان فیلم اهل اسپانیا بود.
او صاحب یک گروه تئاتر بود و در سال ۱۹۴۳، هنگام فعالیت به‌عنوان دوبلور، مدیر شرکت مترو گلدوین مایر در بارسلون نیز بود. اولین نقش‌آفرینی‌اش در نمایش تنوریو اثر خوزه سوریلا در تئاتر رومئا بود.
او تا زمان جنگ داخلی اسپانیا در بارسلون زندگی می‌کرد، اما در جریان جنگ، همراه با گروهش و پاکیتا فراندیس به آمریکا رفت. پس از بازگشت به اسپانیا، در فیلم وسترن اسپاگتی گور خود را بگشا، رفیق... ساباتا می‌آید (۱۹۷۱) به کارگردانی ایگناسیو ایکینو بازی کرد. او همچنین در فیلم خطرناک است که از پنجره بیرون را نگاه کنید حضور داشت و فیلم‌بردار آثاری چون دختران صلیب سرخ، روز عشاق و دختران کائن بود.
اویوآ در ۲۷ آوریل ۲۰۰۴، پس از هفت ماه خانه‌نشینی به‌دلیل یک سقوط، در بیمارستان بارسلون درگذشت.
از فیلم‌هایی که وی در آن‌ها نقش داشته‌است، می‌توان به آنجا که خورشید نمی‌تابد، سرقت در ساعت ۳، صبح بخیر، کنتس کوچک، هفت تپانچه برای خانواده مک‌گرگور، دکتر زد شیطان‌صفت، شنبه، یکشنبه و جمعه و بیست گام تا مرگ اشاره نمود.